# John Archer
John Archer, född 10 augusti 1921 i Nottingham, död 29 juli 1997 i Cheltenham, var en brittisk friidrottare.
Archer blev olympisk silvermedaljör på 4 x 100 meter vid sommarspelen 1948 i London.